# Кызыльский говор
Кызыльский говор — один из говоров восточного диалекта башкирского языка.

## Описание
Распространен в Республике Башкортостан, Челябинской и Свердловской области. Внутри кызыльского говора выделяют кубалякский, карагай-кипчакский и бурзянский подговоры. По данным А. Г. Бессонова, носители кызыльского говора проживали в юго-восточной части Верхнеуральского уезда и северной части Орского уезда.
Особенности кызыльского говора заключатся в оглушении звонких согласных [г] и [ғ] («ғазап» (мучение) — диал. [ҡ]азап, «гөнаһ» (грех) — диал. [к]өнаҫ) и Использование формы инфинитива, выраженной глаголом в сочетании с аффиксами -ҡалы/-кәле, -ғалы/-гәле, -мак/-мәк и -маҡа/-мәкә («барырға, күрергә кәрәк» (сходить, увидеть нужно) — диал. «барғалы, күргәле кәрәк»).